# ثاباردييل دي لا كانيادا
بلدية ثاباردييل دي لا كانيادا (بالإسبانية: Zapardiel de la Cañada) هي بلدية تقع في مقاطعة آبلة التابعة لمنطقة قشتالة وليون وسط إسبانيا.

## الديموغرافيا
بلغ عدد سكان بلدية ثاباردييل دي لا كانيادا 119 نسمة عام 2011 (وفقاً للمعهد الوطني للإحصاء الإسباني).
| 220 | 197 | 169 | 149 | 138 | 126 | 119 |